# Cambridge, Illinois
Cambridge là một làng thuộc quận Henry, tiểu bang Illinois, Hoa Kỳ. Năm 2010, dân số của làng này là 2160 người.

## Dân số
Dân số qua các năm:
- Năm 2000: 2180 người.
- Năm 2010: 2160 người.